# ジョン・ワデル

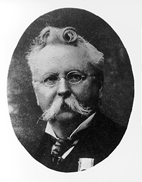
ジョン・アレキサンダー・ロウ・ワデル

ジョン・アレキサンダー・ロウ・ワデル（John Alexander Low Waddell、1854年 - 1938年3月3日）は、アメリカ合衆国の土木技術者である。とりわけ橋梁を数多く設計した。明治時代初期、お雇い外国人として時の政府に招かれ、東京大学で講じた。J.A.L.ワデル、ジョン・アレキサンダー・ワデルとも称される。

## 生涯

### 生誕から青年期
ワデルは、1854年にカナダのオンタリオ州ポート・ホープで生まれた。長じて1875年に土木の学位を取得したのはニューヨーク州トロイのレンセラー工科大学（RPI）であった。
学位取得後すぐにカナダに移り水産海洋省にて働いた後、カナダ太平洋鉄道へと移った。その後、再びアメリカ合衆国に戻り、今度はウエストバージニア州の炭鉱会社で鉱山設計に携わった。1878年にはレンセラーに戻り、1880年まで機械学を講じた。そして再度カナダに戻り、ケベック州モントリオールのマギル大学にてさらなる学位を取得し、3度渡ったアメリカのアイオワ州カウンシルブラフスのレイモンド・アンド・キャンベル（Raymond & Campbell）社に勤めた。

### 日本時代と、日本との関わり
1882年7月、日本の明治政府に招かれ、お雇い外国人として東京大学理学部（当時）にて4年間、土木工学の講義を行った。その間、ワデルは代表作となる著書を2冊上梓している。
当時の本州の鉄道はイギリスの流儀で造られていたが、1885年（明治18年）、ワデルは横浜で刊行されていた英字新聞の紙上で「経験則から作られるイギリス製橋梁に対して、アメリカ製橋梁は理論で作られている。今後はアメリカ製を採用すべきである」旨の議論を提起する。イギリス側は、チャールズ・ポーナル（1873年建築師長として来日、以後橋梁設計のほとんどを手がけた。1896年帰国）が反論したが、鉄道の発展とともにポーナルが設計した橋梁の設計荷重では不足するようになり、ポーナルが帰国したのち、次々とワデルが推奨したアメリカ製の米国式ピン結合トラス橋に架け替えられていった。しかし、明治末期には、リベット結合トラスへと移行しており、米国式ピン結合トラス橋の時代は長く続かなかった。一方、イギリス製の英国式トラス橋は、100年以上経過した現在においても共用されている例もあり、加えて損傷も少ない点は特筆すべき点である。

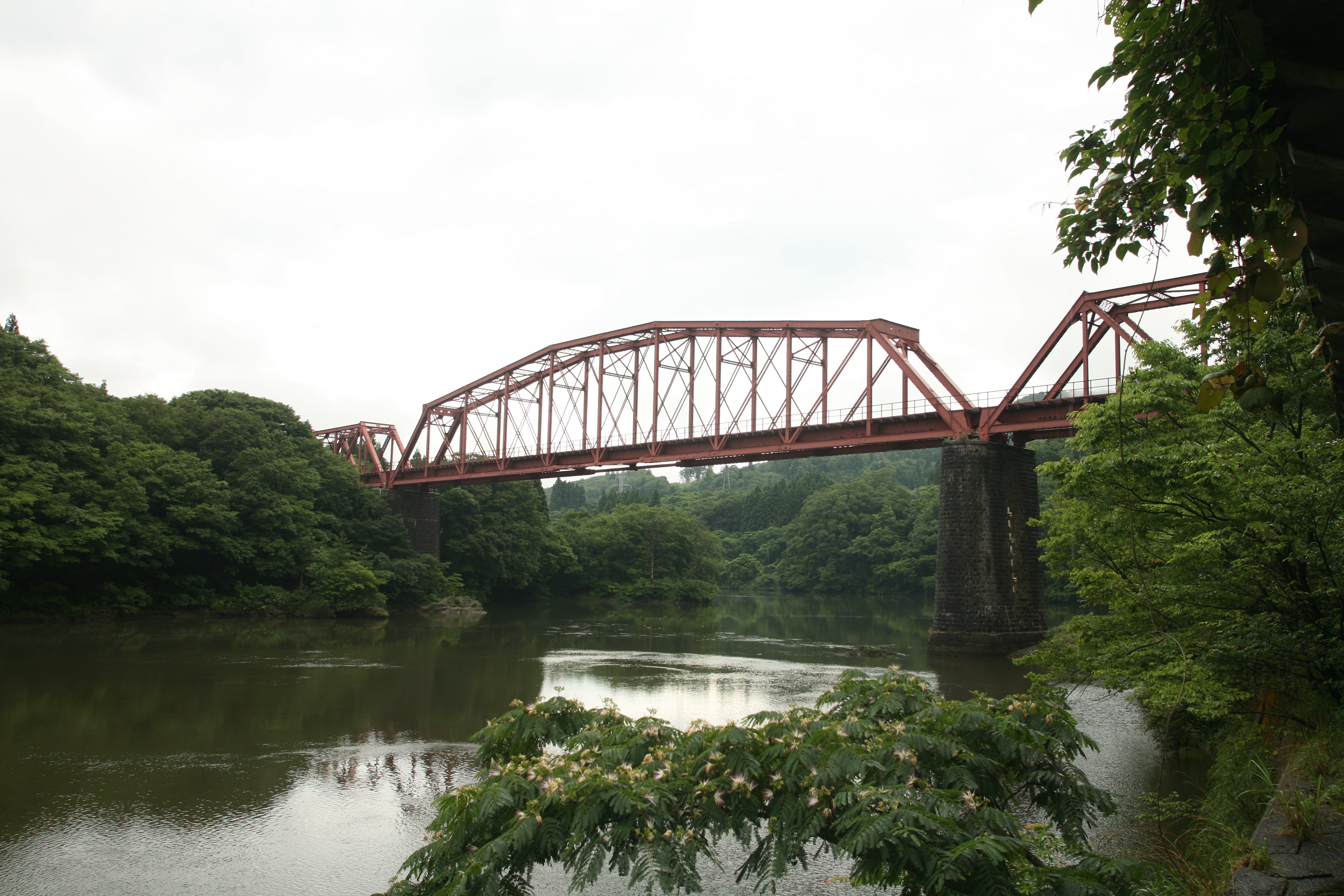
磐越西線阿賀野川釜ノ脇橋梁。

1897年（明治30年）、岩越鉄道岩越線（現在の磐越西線）が郡山駅から喜多方駅の区間の建設を開始した。喜多方以西では、流量が多く水深も深い阿賀野川（阿賀川）を数度に渡り渡河する必要があったため、すでにアメリカに帰国し、名声を得ていた（後述）ワデルに調査を依頼した。ワデルは、カンチレバー式架設工法（張出し式架設工法）、すなわち中央スパンの両側のスパンをアンカーとして中央スパンとなるべき桁を張り出し、中央で接合する方法の見通しを立てており、これを提案した。1913年（大正2年）、径間300フィート（90メートル）の阿賀野川釜ノ脇橋梁（荻野駅 - 尾登駅間）が竣工。ワデルの提唱から15年が経過していた。この阿賀野川釜ノ脇橋梁は、日本で初めてこの工法で架設された橋梁であった。

### アメリカへ
1886年、ワデルはアメリカに戻り、翌年にかけてカンザスシティに新しく設計事務所を設立した。この会社は、今日でもハーデスティ・アンド・ハノーバー（Hardesty & Hanover.）として存続している。ワデルはいくつもの挑戦的な設計を行い、それらはすぐに強度に優れるというデモンストレーションになった。

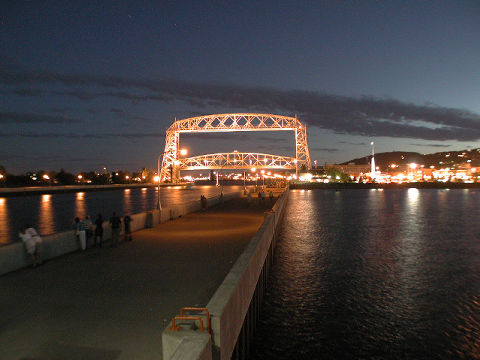
ライトアップされた夜のエアリアル橋

1892年、ミネソタ州ダルースは、運河開削により孤立した陸地となったミネソタ・ポイントへの交通手段を公募した。ワデルは 昇開橋を提唱し、優勝した。しかし、建設間際に戦争省（現在の国防総省）がこの設計に反対し、昇開橋の建設は見送られた。結果として、フェリーやゴンドラで対岸に渡る運搬橋、エアリアル橋が1905年に完成した。
やがてエアリアル橋の輸送能力が追いつかなくなり、結局、もとの運搬橋のデザインを残したまま、昇開橋に改造されることになった。皮肉なことに、この改造を請け負ったのはかつてワデルが創設した会社を受け継いだ会社であった。
ワデルがミネソタ・ポイント用に設計した橋は、後にオリジナルよりも若干スケールアップしたものが1893年にシカゴにサウス・ハルステッド通り可動橋（South Halsted Street Lift-Bridge）として建設された。これはワデルの処女作となった。ワデルは生涯で100を超える可動橋を設計し、彼が設立した会社は各種の可動橋を製作した。
1920年、ワデルはニューヨークに移り、ガーサルズ橋（Goethals Bridge）やマリン・パークウェイ・ギル・ホッジス・メモリアル橋（Marine Parkway-Gil Hodges Memorial Bridge）の建設コンサルタントとして活動した。
1934年、妻が死去。その4年後、1938年にワデル自身も死去した。

## ワデルの主な仕事
ワデルは高架鉄道システムの基準を作り、長大スパンの橋梁に適する素材開発にも力を注いだ。その最大の功績は、蒸気動力の昇開橋の開発である。橋梁設計者として広く尊敬を集め、技術者にはクオリティ・トレーニングが必要であると提唱した一人でもある。
生涯で設計した橋梁の数は、アメリカとカナダだけで1000を超え、メキシコ、ロシア、中国、日本、ニュージーランドにもある。現在でもなお供用中のものも多く、それらの多くは歴史的ランドマークとして知られている。よく知られているのはミズーリ州カンザスシティのアーマー・スイフト・バーリントン橋（ASB橋）であり、いまなおBNSF鉄道により使用されている。
- サウス・ハルステッド通り可動橋（South Halsted Street Lift-Bridge、1893年）

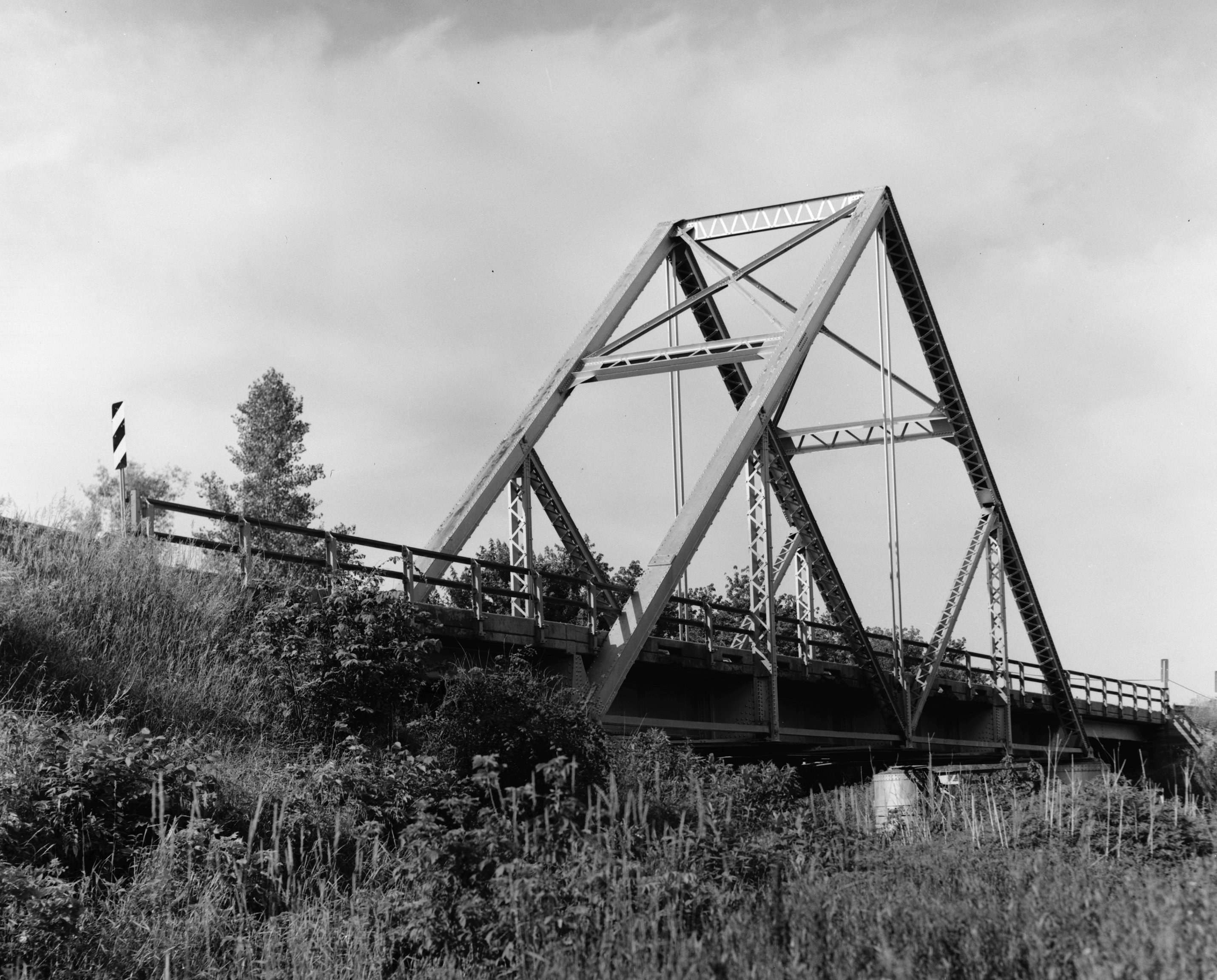
ワデル「A」トラス橋

- ワデル「A」トラス橋（Waddell "A" Truss Bridge、1898年）(アメリカ合衆国特許第 529,220号)
- ホーソーン橋（Hawthorne Bridge、1910年）
- アーマー・スイフト・バーリントン橋（ASB Bridge、1911年）
- スチール橋（Steel Bridge、1912年）
- コロラド・ストリート橋（Colorado Street Bridge、1913年）
- マーレイ・モーガン橋（Murray Morgan Bridge、1913年）
- スノーデン可動橋（Snowden Lift Bridge、1913]
- カド湖可動橋（Caddo Lake Drawbridge、跳開橋、1913年）
- 12番通り橋（Twelfth Street Trafficway Viaduct、1915年）
- デトロイト・スペリオル橋（Detroit-Superior Bridge、1917年）
- インターステート橋（Interstate Bridge、1917年）
- CRRNJニューアーク湾橋（CRRNJ Newark Bay Bridge、1926年）
- アウターブリッジ・クロッシング（Outerbridge Crossing、1928年）
- ガーサルズ橋（Goethals Bridge、1928年）